# Добриднєва Ганна Юріївна
Ганна Юріївна Добриднєва (23 грудня 1985 , Кривий Ріг, Дніпропетровська область ) — українська співачка, авторка пісень, телеведуча, солістка гурту «Пара Нормальних». З 2014 року активно працює над сольним проєктом «Анна Добриднєва». 
Пісні та кліпи Анни Добриднєвої активно ротуються на радіо та телебаченні України та країн пострадянського простору. Авторські сингли «Пасьянс» та «Бабочка» стали офіційними саундтреками до популярного серіалу «Молодіжка-2». Авторський сингл «Не відпускай» став офіційним саундтреком до серіалу «Гра у долю».

## Біографія
Анна Добриднєва народилась 23 грудня 1985 року у місті Кривий Ріг.
Мати Наталія Вікторівна Добриднєва (нар. 14.05.1960) — викладачка фортепіано, імпровізації та композиції у дитячій музичній школі, авторка збірки фортепіанних дуетів, авторка власної програми з методики викладання імпровізації у музичних школах.
Батько Юрій Дмитрович Добриднєв (нар. 18.02.1957) — інженер з налагодження випробувань Лабораторії гірничої механіки, неруйнівного контролю та технічної діагностики.
З раннього дитинства Анна захоплювалася музикою та співом. З 16 років виступала в doom-metal гурті Mournful Gust, з яким об'їздила всю країну, а також побувала на гастролях у країнах близького зарубіжжя.
Після закінчення дитячої музичної школи у місті Кривий Ріг вступила до Криворізького музичного училища (Спеціальність «Музичне мистецтво»). Згодом Національний Педагогічний Університет ім. Драгоманова (факультет «Музичне мистецтво») та Національний технічний університет України «Київський Політехнічний Інститут» (спеціальність «Адміністративний менеджмент», кваліфікація «Менеджер з адміністративної діяльності»).
Брала участь у конкурсах академічного вокалу, фортепіанної музики, хорових конкурсах, джазових фестивалях.
Брала участь і була солісткою у багатьох музичних гуртах.
1998—2003 — солістка джаз-хоралу «Nota bene» (jazz a capella)
2000—2001 — гурт «Mournful Gust» (gothic doom / death metal)
2002—2004 — гурт «Стан» (nu-metal)
2006—2009 — гурт «KARNA» (alternative rock)

## Кліпи
| Рік  | Кліп                             | Режисер                             |
| ---- | -------------------------------- | ----------------------------------- |
| 2009 | KARNA — В обіймах сплячого Сонця | Віто Бакін (Україна)                |
| 2014 | Бабочка (OST «Молодіжка-2»)      | Gritz (Україна)                     |
| 2015 | Пасьянс (OST «Молодіжка-2»)      | Сергій Сторожев (Україна)           |
| 2015 | Футболка                         | Henry Lipatov (USA)                 |
| 2015 | Я сильная                        | Влад Кочатков (Україна)             |
| 2016 | Футболка remix by DJ Lutique     | Henry Lipatov (USA)                 |
| 2016 | Небо                             | Сергій Сторожов (Україна)           |
| 2016 | Ты свет                          | Henry Lipatov (USA)                 |
| 2017 | Між нами                         | Ross Lane (Україна)                 |
| 2018 | Тіло                             | Ross Lane (Україна)                 |
| 2019 | За зимой                         | Ross Lane (Україна)                 |
| 2020 | Молоді                           | Андрій Гребенкін (Україна)          |
| 2020 | Не жаль                          | Андрій Аксьонов (Aksonov Films) USA |
| 2020 | Не отпускай (OST «Гра в долю»)   | Андрій Гребенкін (Україна)          |

## Досягнення
- номінантка премії «Viva! Найкрасивіші 2018»[14]
- учасниця та наставниця боксерського проєкту «Битва»[15]
- творчиня лінії нижньої білизни «A Fight» (у колаборації з брендом Reine Rouge)[16][17]
- амбасадорка міжнародного бренду професійної косметики KODI PROFESSIONAL
- була на обкладинці журналу Playboy[18]